# 埃塔隆
埃塔隆（法語：Étalon，法語發音：[etalɔ̃] ⓘ）是法国上法蘭西大區索姆省的一个市镇，属于蒙迪迪耶区。

## 地理
埃塔隆（49°45'49"N, 2°51'22"E）面积4.56 平方千米，位于法国上法蘭西大區索姆省，该省份为法国北部沿海省份，北起加来海峡省和北部省，西接滨海塞纳省和大西洋英吉利海峡，南至瓦兹省，东临埃纳省。
与埃塔隆接壤的市镇（或旧市镇、城区）包括：克雷姆里、屈尔希、丰什-丰谢特、埃尔利、利扬库尔福斯、勒通维莱尔。

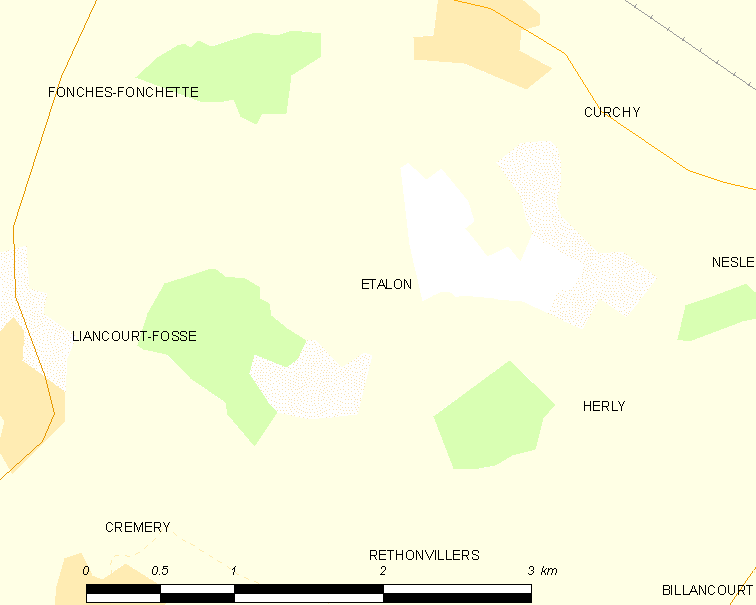
埃塔隆的OSM定位图

埃塔隆的时区为UTC+01:00、UTC+02:00（夏令时）。

## 行政
埃塔隆的邮政编码为80190，INSEE市镇编码为80292。

## 政治
埃塔隆所属的省级选区为鲁瓦县。

## 人口

1962-2008年间埃塔隆人口变化图示

埃塔隆于2022年1月1日时的人口数量为128人。